# Паспорт гражданина Лаоса
Паспорт гражданина Лаоса — официальный документ, удостоверяющий личность гражданина при выезде за пределы и пребывании за пределами страны, а также при въезде на территорию государства из заграничной поездки.

## История
В апреле 2016 года в Лаосе стартовала пилотная выдача биометрических паспортов изготовленных российской ФГУП «Гознак».

## Внешний вид
Внешне биометрические паспорта не сильно отличаются от паспортов старого образца. В новом документе увеличено количество страниц, страница идентификационных данных отпечатана на листке с голографической фольгой, включая изображение подписи и цветную копию фотографии владельца. Чип размещен в задней обложке.
Паспорт синего цвета, с надписью (лаос. ສາທາລະນະລັດ ປະຊາທິປະໄຕ ປະຊາຊົນລາວ; фр. République Démocratique Populaire Lao;) «Lao People’s Democratic Republic» и (фр. Passeport) «Passport» на лаосском, французском и английском языках. В центре золотым тиснением нанесён герб Лаоса. Паспорт изготавливается на лаосском, французском и английском языках. Символ биометрических паспортов, оповещающий о наличии RFID-чипа внутри документа, располагается в самом низу обложки. На сегодняшний день биометрический паспорт Лаоса содержит микросхему (электронный чип), где хранится цветная фотография владельца паспорта как основной идентифицирующий элемент паспорта, отпечатки пальцев, электронная подпись, информация о дате и месте рождения владельца, дате выдачи паспорта и органе, выдавшем документ. Выдается сроком на 10 лет.

### Страница идентификации
Лаосский паспорт включает следующую информацию:
- Фотография владельца;
- Тип (P для обозначения паспорта);
- Код выдавшего государства (LAO для Лаоса);
- Номер паспорта;
- Фамилия;
- Имя;
- Имя в Лаосе;
- Гражданство (LAO);
- Дата рождения (ДД.ММ.ГГГГ);
- Пол (M/F);
- Место рождения;
- Дата выдачи (ДД.ММ.ГГГГ);
- Дата истечения срока действия (ДД.ММ.ГГГГ);
- Место выдачи;
- Подпись владельца.

Страница информации о владельце заканчивается зоной машиночитаемого кода, начинающегося с P<LAO.

### Языки
Информационная страница напечатана на лаосском, французском и английском языках.

## Паспортное сообщение
Паспорт содержат специальное сообщение, данное обычно на трёх. Сообщение адресовано представителям властей иностранных государств. В этом сообщении от имени Правительства Лаосской Народно-Демократической Республики, министерство иностранных дел Лаоса просит разрешить носителю паспорта беспрепятственный проход, проезд и оказывать ему необходимое содействие.
лаос. ໃນນາມ ລັດຖະບານ ແຫ່ງ ສາທາລະນະລັດ ປະຊາທິປະໄຕ ປະຊາຊົນລາວ ກະຊວງການຕ່າງປະເທດ ຂໍໃຫ້ເຈົ້າໜ້າທີ່ ທີ່ກ່ຽວຂ້ອງຈົ່ງໃຫ້ອຳນວຍຄວາມສະດວກ ໃນການໄປມາ ແກ່ຜູ້ຖືໜັງສືຜ່ານແດນສະບັບນີ້ ແລະ ໃຫ້ຄວາມຊ່ວຍເຫຼືອຄຸ້ມຄອງໃນຄາວຈຳເປັນອີກດ້ວຍ.
фр. Au nom du Gouvernment de la Republique Democratique Populaire Lao, le Ministere des Affaires Etrangeres prie les autorites competentes de laisser passer librement le titulaire de ce passeport, et de lui donner aide et protection en cas de bosoin.
англ. In the name of the Government of the Lao People's Democratic Republic, the Ministry of Foreign Affairs requests all relevant authorities to whom it may concern to allow the bearer to pass freely, and to afford the bearer any such assistance and protection as maybe necessary.

## Визовые требования для граждан Лаоса
Граждане Лаоса могут въезжать без оформления виз или оформить визу по прилёте в 45 стран и территорий мира.